# Ибн Абд Раббихи
Абу Омар Ахмад ибн Мухаммад ибн Абд Раббихи (араб. أبو عمر أحمد بن محمد بن عبد ربه‎; 860, Кордова — 940) — арабский поэт, филолог, историк.
Родился в 860 году в Кордове.
Автор большой антологии художественной литературы «аль-Икд аль-фарид» («Редкостное ожерелье»), в которой содержатся ценные сведения по истории и литературе Арабского халифата в VII—VIII веках. В книге в значительной мере использован труд багдадского филолога Ибн Кутейбы.
Отрывки «Ожерелья» переведены на русский язык в труде Н. А. Медникова «Палестина от завоевания её арабами до крестовых походов».

## Публикация
- Аль-Икд аль-фарид. — Булак, 1293 г. х. (1876); Каир, 1953.